# The Sims 2: Family Fun Stuff
The Sims 2: Family Fun Stuff drugi je po redu dodatak za The Sims 2 igru. Prvi dodatak bio je The Sims 2: Holiday Party Pack, koji je uključivao razne ukrase i predmete vezane za blagdane poput Božića i Noći vještica. Ne nalik prethodnom dodatku, Family Fun Stuff dodaje nove načine igre uvedene u prethodno puštene tri ekspanzije za igru. Ključna igra The Sims 2 potrebna je kako bi se instalirao ovaj dodatak.

## Opis
The Sims 2: Family Fun Stuff uglavnom se usredotočuje na predmete malenih Simsa te uza njihove spavaonice, poput sobe s tematikom dvorca ili onom s tematikom podmorja. Uključuje i dnevni boravak s morskom tematikom. Uključena je i nova odjeća za svaku dob, dok djeca imaju najviše nove odjeće. The Sims 2: Family Fun Stuff uključuje i nove, prethodno izgrađene kuće, kao i neke nove pjesme pod Pop žanrom.

## Vanjske poveznice
- The Sims 2 službene web stranice  Arhivirana inačica izvorne stranice od 14. siječnja 2013. (Wayback Machine)